# ویلکاهن
ویلکاهن (انگلیسی: Wilkhahn) شرکت تولید صنعتی آلمانی است، که در سال ۱۹۰۷ تأسیس شد.